# فیلیپ براداریچ
فیلیپ براداریچ (کرواتی: Filip Bradarić؛ زادهٔ ۱۱ ژانویهٔ ۱۹۹۲) بازیکن فوتبال اهل کرواسی است.
از باشگاه‌هایی که در آن بازی کرده‌است، می‌توان به هایدوک اسپلیت، رییکا، کالیاری، سلتاویگو و العین اشاره کرد.
وی همچنین در تیم ملی فوتبال کرواسی بازی کرده‌است.